# 長門・俵山道路
長門・俵山道路（ながと・たわらやまどうろ）は、山口県長門市俵山小原から同市深川湯本に至る延長5.5 kmの高規格幹線道路で、山陰自動車道に並行する国道491号の自動車専用道路である。2008年度に事業化。2019年9月8日に開通。

## 概要
長門市内の事前通行規制区間の解消、災害時の山間部集落の孤立の防止等を目的として事業化された。将来的には山陰自動車道の一部を構成し、高速道路ネットワークに組み込まれる予定である。
国道491号バイパスとして整備されているが、両端では国道491号現道に接続せず、実質的には山口県道34号下関長門線のバイパスとして機能する。

### 路線データ
- 路線名：一般国道491号
- 起点：山口県長門市俵山小原
- 終点：山口県長門市深川湯本
- 延長：5.5 km
- 規格：第1種第3級
- 車線数：完成2車線
- 車線幅員：3.5 m
- 設計速度：80 km/h

## 沿革
- 2008年度 : 事業化
- 2009年度 : 測量、調査及び設計
- 2011年度 : 地元説明会、設計協議及び用地調査
- 2019年9月8日 : 開通[1]

## インターチェンジなど
- 全線山口県長門市に所在。

| 施設名                            | 接続路線名         | 俵山から (km) | キロポスト (km) | 備考 |
| --------------------------------- | ------------------ | ------------- | --------------- | ---- |
| E9 山陰自動車道（俵山・豊田道路） |                    |               |                 |      |
| 俵山北IC                          | 県道34号下関長門線 | 0.0           | 5.5             |      |
| 長門湯本温泉IC                    | 国道316号          | 5.5           | 0.0             |      |
| E9 山陰自動車道（三隅・長門道路） |                    |               |                 |      |

山陰自動車道は鳥取県鳥取市を起点としており西向きが下り線だが、山口県下関市を起点とする国道491号（東向きが下り線）のバイパスとして建設されるため、長門・俵山道路としては俵山側が起点となる。ただし、実際のキロポストは長門湯本温泉ICが起点となる。

## 路線状況

### 車線・最高速度
| 区間                      | 車線 上下線=上り線+下り線 | 最高速度 |
| ------------------------- | ------------------------- | -------- |
| 長門湯本温泉IC - 俵山北IC | 2=1+1 （完成2車線）       | 70 km/h  |

### 道路管理者
- 山口県土木建築部長門土木建築事務所[4]
  - 整備は権限代行制度により国土交通省中国地方整備局山口河川国道事務所が担当した。